# Macrones capito
Macrones capito är en skalbaggsart som beskrevs av Francis Polkinghorne Pascoe 1863. Macrones capito ingår i släktet Macrones och familjen långhorningar. Inga underarter finns listade i Catalogue of Life.